# Varèse Sarabande
Niektóre z zamieszczonych tu informacji wymagają weryfikacji.
Dokładniejsze informacje o tym, co należy poprawić, być może znajdują się w dyskusji tego artykułu.
 Po wyeliminowaniu niedoskonałości należy usunąć szablon [[Szablon:Dopracować|]] z tego artykułu.
Varèse Sarabande to wytwórnia płytowa, specjalizująca się w muzyce filmowej. 
Od ponad 30 lat wydaje ścieżki dźwiękowe. Jest to najdłużej na świecie działająca wytwórnia płytowa, zajmująca się muzyką filmową. Wydała do tej pory blisko 900 soundtracków, takich kompozytorów jak: Jerry Goldsmith, John Williams, Elmer Bernstein, James Horner i wielu innych. Znana jest także z wydawania ścieżek dźwiękowych w limitowanych ekskluzywnych edycjach, tzw. Deluxe Edition (Varese Club). 